# Maltosa
La maltosa es un disacárido formado por dos glucosas unidas por un enlace glucosídico alfa(1→4). Se conoce también como maltobiosa y como azúcar de malta, ya que aparece en los granos de cebada germinados. Se encuentra en productos como la cerveza y otros, y se puede obtener mediante la hidrólisis del almidón y del glucógeno. Aporta una carga glucémica muy elevada.

#### Estructura
Su fórmula es C12H22O11. El enlace entre las dos moléculas de glucosa se establece entre el oxígeno del carbono anomérico (proveniente -OH) de una glucosa y el oxígeno unido cuarto carbono de la otra. Su nombre completo es, por ello, α-D-glucopiranosil-(1→4)-D-glucopiranosa. Al producirse dicha unión se desprende una molécula de agua y ambas moléculas de glucosa quedan unidas mediante un oxígeno que actúa como puente (enlace glucosídico). 
La maltosa presenta el OH hemiacetálico libre (en la segunda glucosa) por lo que es un azúcar reductor que da la reacción de Maillard y la reacción de Benedict.

## Historia

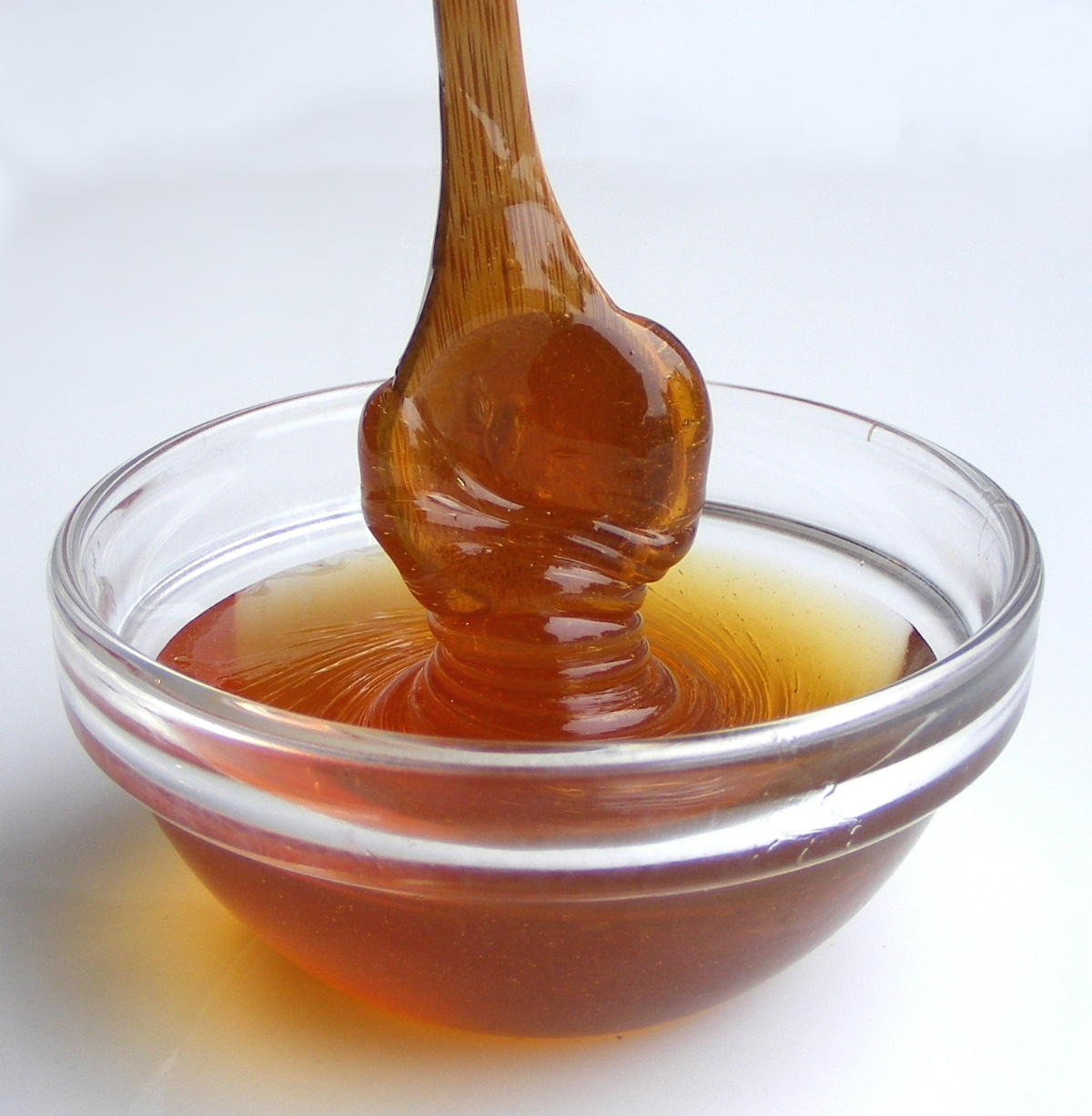
Jarabe de maltosa.

La maltosa fue descubierta por el francés Augustin-Pierre Dubrunfaut, aunque este descubrimiento no fue ampliamente aceptado hasta que fue confirmado en 1872 por el químico y cervecero irlandés Cornelius O'Sullivan y su nombre proviene de malt, del inglés antiguo mealt y el sufijo -osa, un sufijo que forma nombres de azúcares y otros carbohidratos.